# Вилла Визкайя
Вилла Визкайя (англ. Villa Vizcaya) — национальный исторический памятник, расположенный в районе Коконат-Гроув города Майами, США.

## История
Здание, стилизованное под виллы Палладио, было сооружено в 1914-1916 годах по проекту американского архитектора Ф.Баррелла Хофмана-младшего и служила зимней резиденцией промышленника Джеймса Деринга (1859–1925) вплоть до его смерти. Общая площадь владения вместе с парком составила 72,8 гектаров. Вилла представляет собой дворец, спроектированный двойной симметричной оси Андреа Палладио, с центром вокруг увенчанного стеклянной крышей патио, и состоит также из четырёх угловых павильонов и связывающих их крыльев с портиками. Состоит из более чем 70 помещений и спален, декорированных мебелью различных эпох и стилей. Разработкой интерьера Виллы занимался художник Поль Шальфен, он же предлагал как дизайнер и различные предметы искусства. За планировку парка отвечал ландшафтный архитектор Диего Суарес, работы которого были окончены в 1920-е годы. После смерти Дж.Деринга, в 1945 году его наследники передали часть парка епископату Сент-Огастен (Флорида) и одному из местных госпиталей. Сама Вилла была продана округу Майами-Дейд и с 1953 года служит как Музей искусств Дейд (Dade County Art Museum).
22 марта 1971 года вилла была ограблена: воры вынесли картины и серебряные приборы стоимостью 1,5 миллиона долларов США. Грабителей задержали 25 марта 1971 года. Сержант полиции Нью-Йорка Том Коннолли арестовал американцев югославского происхождения: Воислава Станимировича, его супругу Бранку и сообщника Александра Каралановича. Все трое были осуждены за грабёж и незаконное хранение огнестрельного оружия. Часть краденого на сумму 250 тысяч долларов нашли в квартире Станимировичей: среди похищенных было серебряное блюдо, когда-то принадлежавшее Наполеону Бонапарту. Однако значительную часть краденого найти так и не удалось. Арестованные находились под наблюдением полиции в течение четырёх месяцев: выяснилось, что они совершили серию ограблений ювелирных магазинов в Манхэттене.
В настоящее время Vizcaya Museum and Gardens занимает общую площадь в 20 гектаров. В сентябре 1987 года здесь состоялась встреча американского президента Рональда Рейгана и папы Римского Иоанна-Павла II. Название виллы «Vizcaya» в переводе с баскского языка означает «возвышенное место». На территории парка и в самих помещениях неоднократно проходили съёмки художественных кинофильмов. С апреля 1994 года Вилла Визкайя включена в список Национальных исторических памятников США.

## Галерея

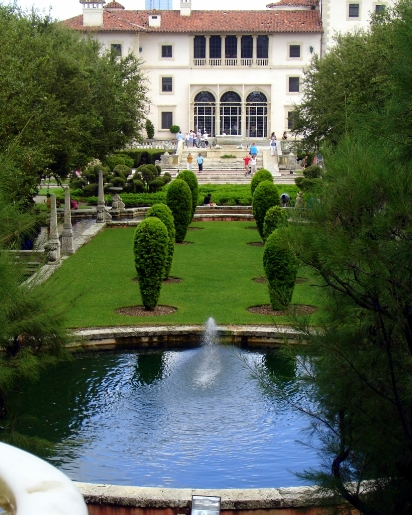
Вид из парка
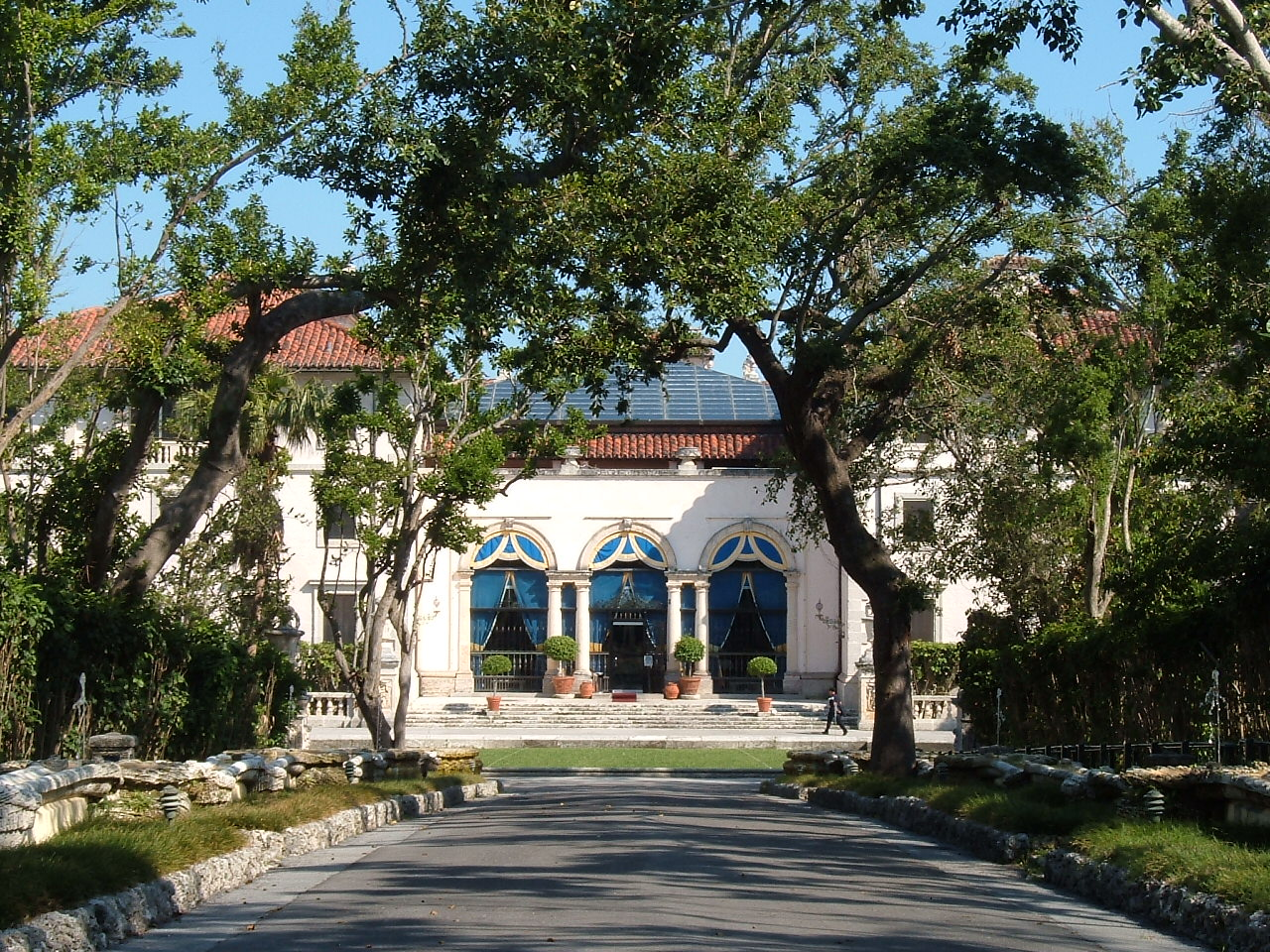
Визкайя и её сады
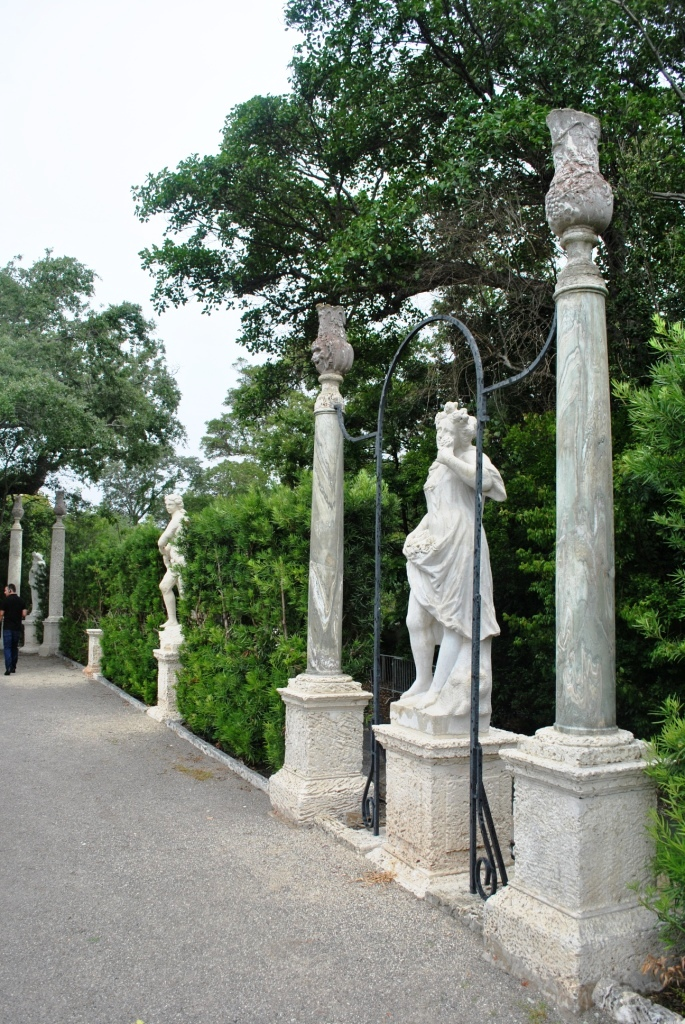
Скульптурная аллея
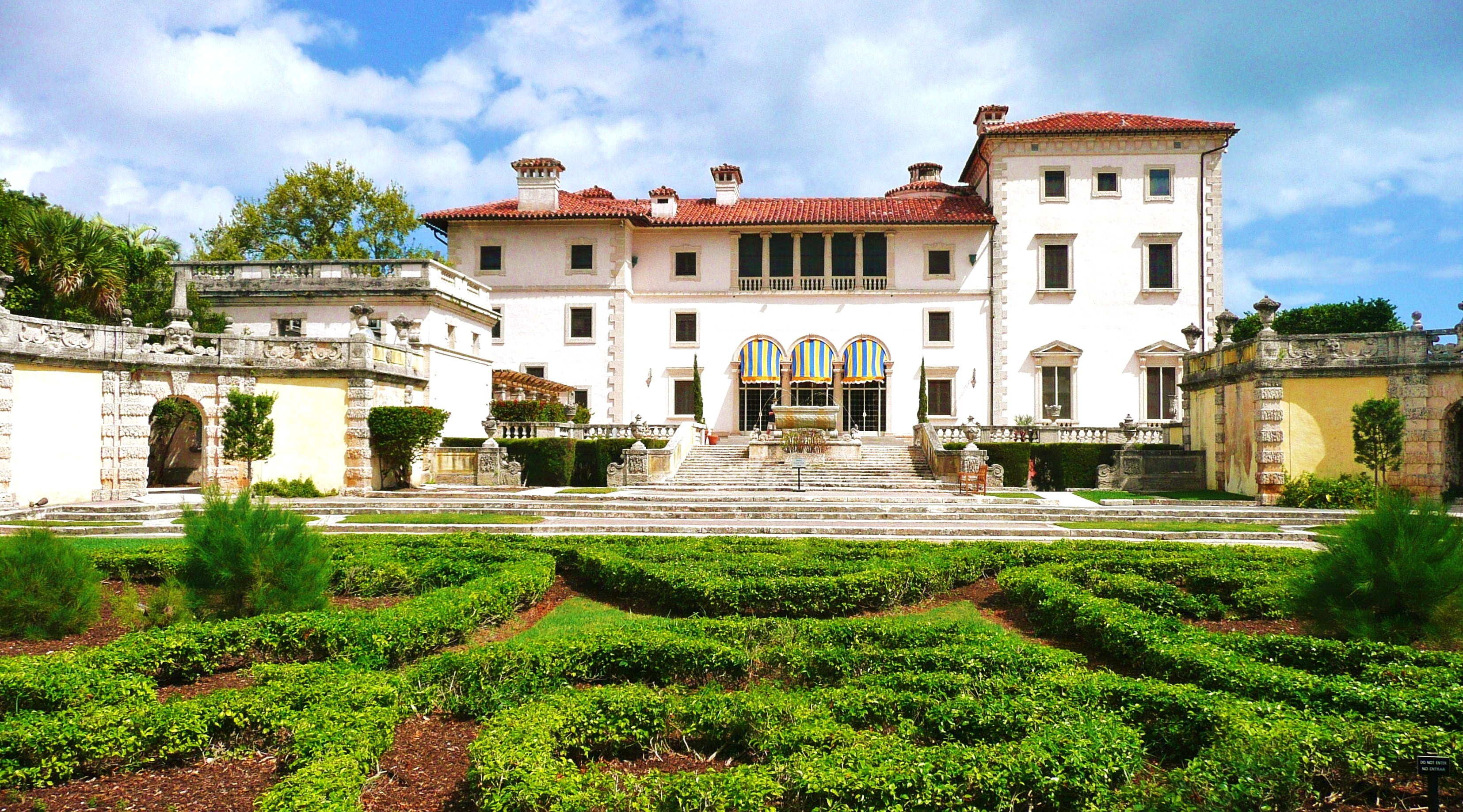
Главный павильон
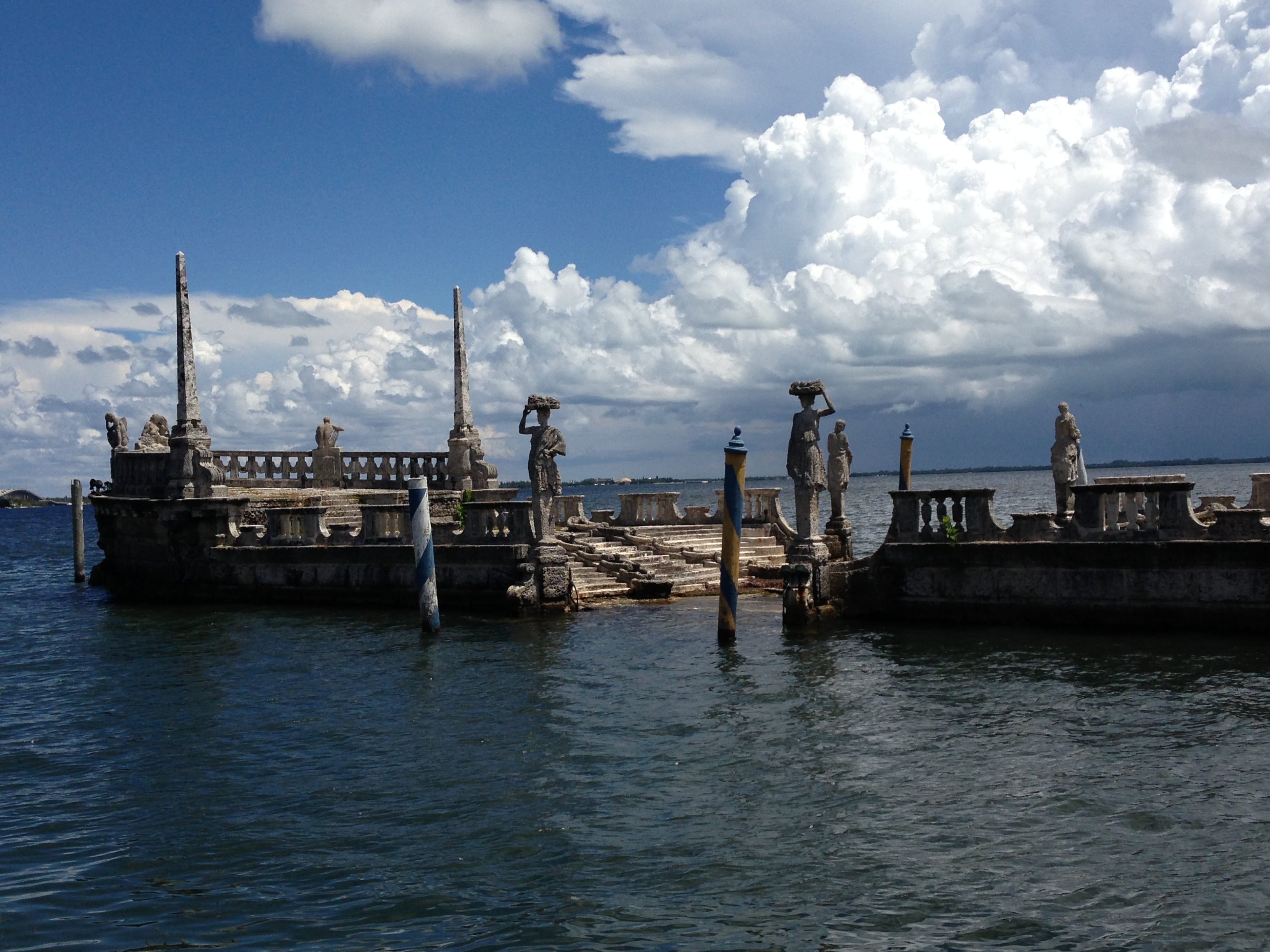
Причал
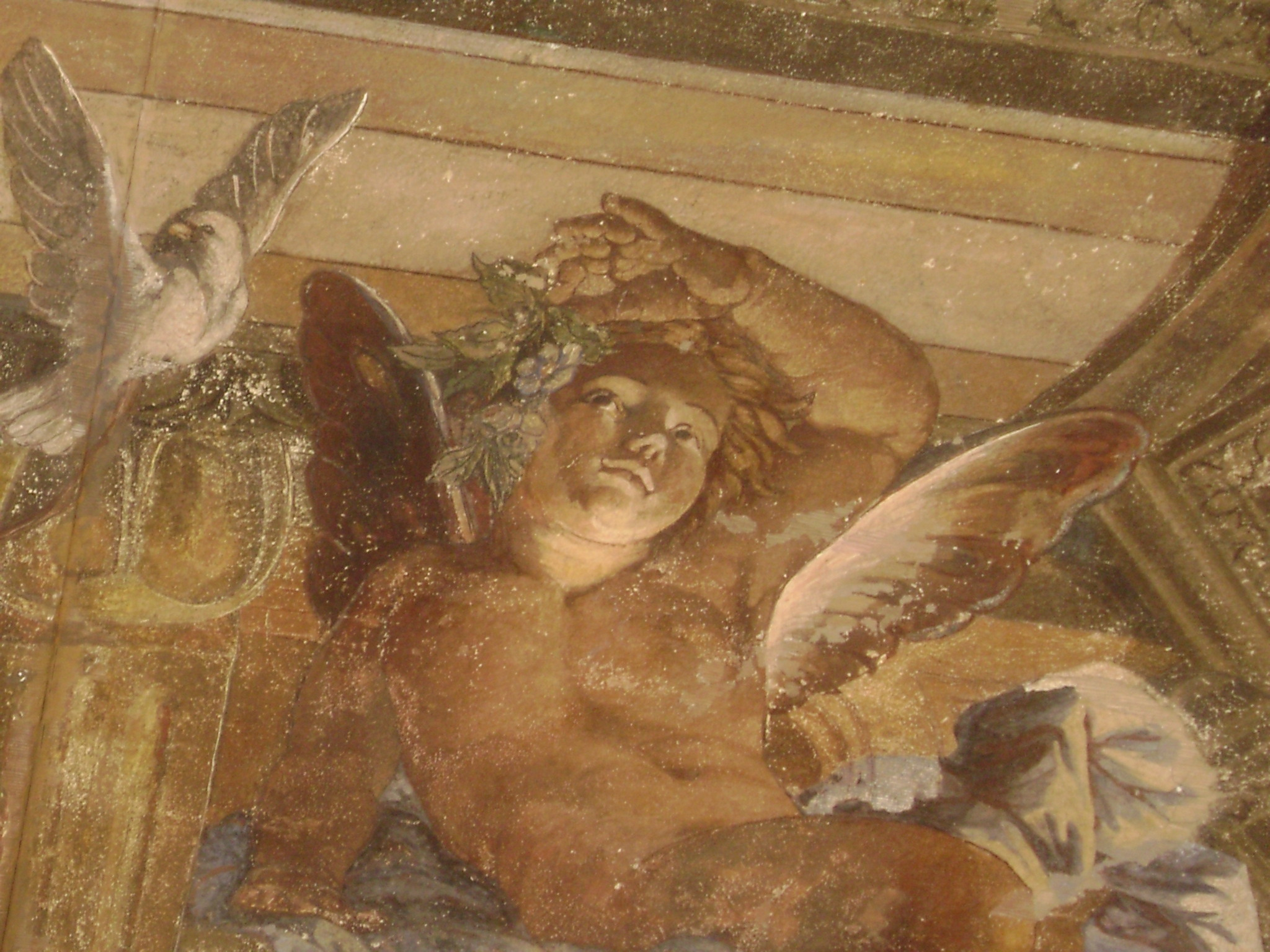
Фрагмент настенной росписи